# Juan Montoya (ciclista)
Juan Montoya (nascido em 22 de novembro de 1932) é um ex-ciclista guatemalense que competiu no ciclismo nos Jogos Olímpicos de Verão de 1952.